# Doane Robinson

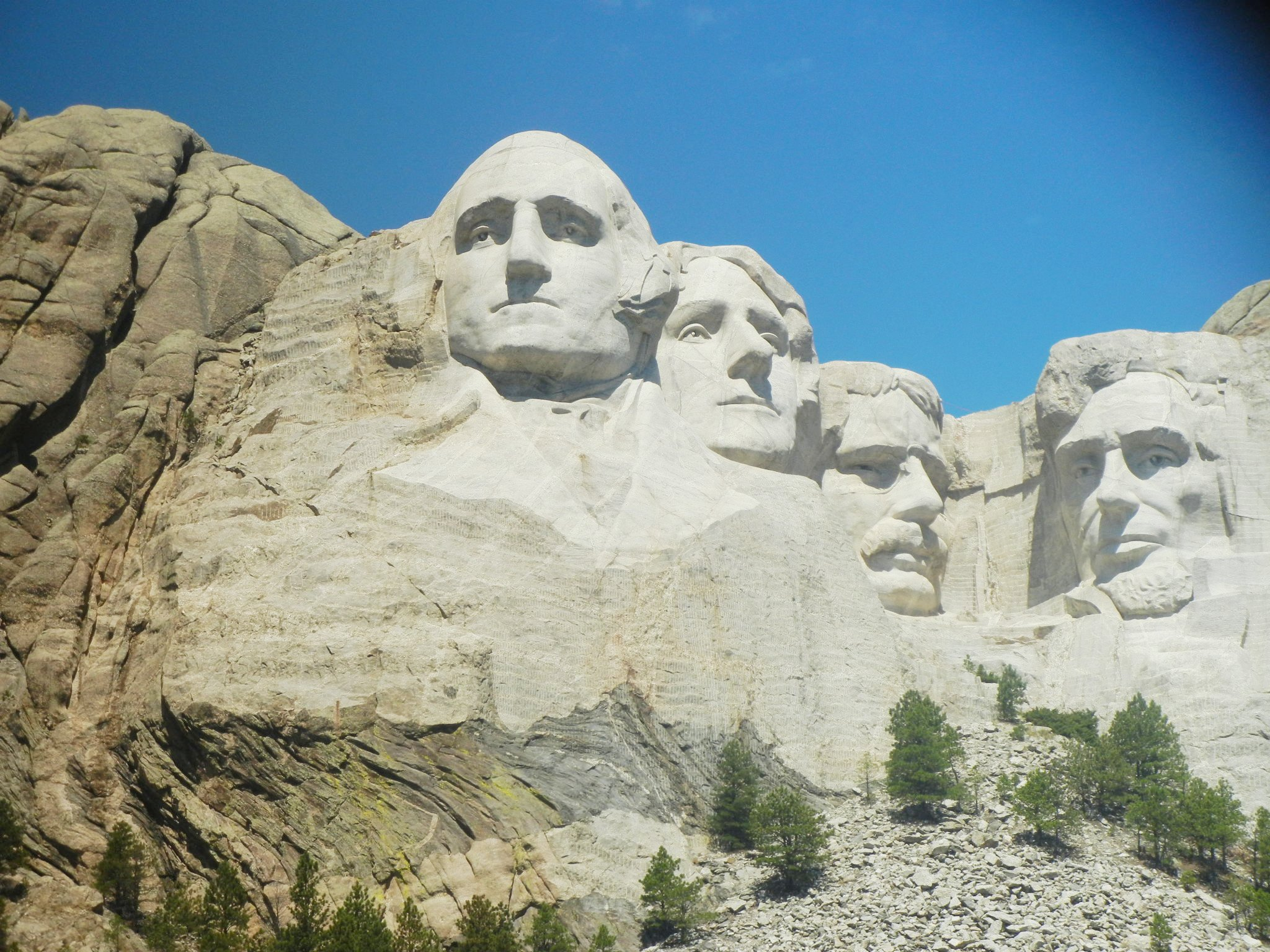
Mount Rushmore

Jonah Leroy Doane Robinson (Sparta (Wisconsin), 19 oktober 1856 - Pierre (South Dakota), 27 november 1946) was een Amerikaans boer, jurist, dichter en amateur-historicus. Als oprichter en eerste secretaris van de State Historical Society of South Dakota was hij de bedenker en aanjager van het project dat leidde tot de totstandkoming van het Mount Rushmore National Memorial.

## Boer, advocaat, dichter
Robinson werd geboren als Jonah, maar omdat zijn oudere zusje dat verbasterde tot Doane werd hij sinds zijn vroegste jeugd zo genoemd. Hij begon zijn arbeidzame leven als boer in Minnesota maar door grotere ambities gedreven, verkocht hij zijn hoeve om rechten te gaan studeren. Hij vestigde zich vervolgens als advocaat in Watertown (South Dakota). Naast zijn advocatenpraktijk schreef hij gedichten die in verschillende literaire tijdschriften werden gepubliceerd. Ook als publiek spreker verwierf hij een zekere reputatie. Hij vertaalde, tot genoegen van zijn staatgenoten, veel van zijn gedichten in het dialect van South Dakota en richtte in de jaren negentig van de negentiende eeuw het tijdschrift Monthly South Dakota op, dat zich vooral richtte op literatuur en de geschiedenis van de staat South Dakota. Uit deze activiteiten kwam de State Historical Society of South Dakota voort, waarvan Robinson de eerste secretaris zou worden. Hij genoot in South Dakota een grote populariteit.

## Mount Rushmore
Wanneer precies Robinson het idee kreeg om in de Black Hills een aantal kolossaal grote portretbeelden te laten uithakken, is onbekend. Wel bekend is dat hij eind 1923 aan de Amerikaanse beeldhouwer Lorado Taft een brief stuurde waarin hij zijn ideeën omtrent tot immense beelden houwen van granieten rotsen in South Dakota, aan de orde stelde. Aanvankelijk dacht Robinson hierbij aan beelden van grote figuren uit de geschiedenis van de staat South Dakota, waarbij ook de indianen een plek zouden krijgen. Taft was evenwel ziek en kon niet meedenken over de verwezenlijking van Robinsons plannen. Hierop benaderde hij Gutzon Borglum, die even daarvoor had getekend voor het ontwerp van het Confederation Memorial, een bas-reliëf in Stone Mountain in de staat Georgia. Deze reageerde meteen enthousiast. Borglum zou later ook leiding geven aan de vervaardiging van het eigenlijke werk. Robinson zocht hierop contact met de senator voor South Dakota, Peter Norbeck. Deze was enthousiast over het plan, maar overtuigde Robinson dat het voor de financiering beter zou zijn wanneer het op te richten monument een meer nationaal karakter zou krijgen. Norbeck zou later inderdaad een grote rol spelen bij het verwerven van federale fondsen, nodig voor de totstandkoming van het monument.

## Pensionering
Na zijn pensionering als staatshistoricus van South Dakota, begon Robinson opnieuw een kleine boerderij. Daar werkte hij tot zijn dood. Hij werd 90 jaar en beleefde aldus het gereedkomen van Mount Rushmore, in 1941.
- Bibliothèque nationale de France: cb12025512f (data)
- International Standard Name Identifier: 0000 0000 2919 9608
- Library of Congress Control Number: n84124748
- Nationale Bibliotheek van Israël: 987007389087005171
- Nederlandse Thesaurus van Auteursnamen: 067612059
- SNAC: w6p005zn
- Virtual International Authority File: 51703408
- WorldCat: E39PBJmdqHt6kBcwQPKm8HTPwC